# ウインクル層
ウインクル層（ウインクルそう）またはフインクル層（フインクルそう）は、アルゼンチンの北部パタゴニアのメンドーサ州・リオネグロ州・ネウケン州に露頭が存在する、ネウケン盆地に分布する上部白亜系（セノマニアン階 - 上部チューロニアン階）の地層。複数の恐竜の化石が産出することで知られる。ウインクル層はネウケン層群の最古の亜層群であるRío Limay Subgroup (en) の2番目の層にあたり、当該亜層群が層として取り扱われていた際には部層として知られていた。

## 説明
ウインクル層は模式地がネウケン州のPlaza Huincul (en) の町の付近であり、この町にちなんでWichman (1929)により命名された。本層はカンデレロス層に整合して重なり、またこの上にLisandro Formation (en) が重なる。
ウインクル層は一時的あるいは季節的な河川を伴う乾燥環境であったと考えられている。ある場所での層厚は250メートルに達する。本層は主に緑色と黄色の砂岩で構成されており、赤色である上位層のLisandro Formationとは容易に識別可能である。加えて本層の下位層であるカンデレロス層がより暗い色の堆積物で構成されているため、3層の全てが区別可能である。

## 古生物相

ウインクル層で発見された恐竜とヒトの大きさ比較

ウインクル層では恐竜の化石が頻繁に発見されている。ティタノサウルス類の竜脚類であるArgentinosaurus huinculensisは、既知の範囲内で最大級の陸棲動物の1つであり、その種小名は本層に由来する。同じく本層から知られるカルカロドントサウルス科の獣脚類Mapusaurus roseaeは、既知の範囲内で最大級の陸棲捕食者の1つである。この他にも竜脚類のCathartesaura anaerobica、獣脚類のSkorpiovenator bustingoryiやMeraxes gigasなどが発見されている。
竜脚類と獣脚類の他では、イグアノドン類や他の鳥脚類の希少な化石が記録されている。足跡化石はアベリサウルス科やハドロサウルス類のものが知られている。